# Татищев Василь Микитович
Вас́иль Миќитович Тат́ищев (нар. 19 (29) квітня 1686 — пом. 15 (26) липня 1750) — російський історик, державний діяч. 
Хоча його книга «История Российская» («Історія Росії», видана посмертно) стала досить відомою, пізніші історики не змогли знайти багато її першоджерел. Було доведено, що деякі джерела були вигадані самим Татищевим, що змусило вчених називати будь-які тексти в книзі, які не відомі з інших збережених джерел, «татищевськими звістками», яким не варто довіряти, доти, доки не буде підтверджено їхню автентичність.

## Біографія
Народився поблизу Пскова у дворянській сім'ї. Навчався у московській інженерній і артилерійській школі.
Брав участь у Північній війні 1700—1721, виконував дипломатичні доручення Петра I.
У 1720—1722 і 1734—1737 управляв казенними заводами на Уралі.
У 1741-1745 — астраханський губернатор. Під час палацових переворотів у Росії активно виступив проти Верховної таємної ради. Зацікавлення історичним минулим Росії спонукали Татищева вивчати писемні джерела. Ввів у науковий обіг «Руську правду», «Судебник» (1550), пам'ятки давньоруського літописання північних списків і редакцій, які не дійшли до наших днів. Сприяв розвитку етнографії, історичної географії, мовознавства. Основна праця — «Історія Російська з найдавніших часів» (кн. 1-4, 1768—1784, кн. 5, 1848).

## Татищев про походження сучасних росіян
Татищев про те, що сучасний російський народ утворився як симбіоз різних етнічних культур, що взяв собі історичне ім'я Київської Русі:
|  | Тисячі років народи переходячи мішалися, іноді полоненими і підкореними себе множили, іноді полоном і володінням від інших мову свою змінити і покинути примушені були, отже, по мові іншим народом, ніж насправді, вважаються. Тому точніше буде сказати, що всі сармати і татари підкорені й інші народи, що здавна до Русі прийшли, мову і віру змінивши, по мові, що нині вживають, слов'янами або росіянами з давнини себе вважають. |